# Anabisetia
Genre
Espèce
Anabisetia (« Pour Ana Biset ») est un genre de dinosaures ornithopodes qui vivait en Patagonie au début du Crétacé supérieur, entre l'étage Cénomanien ( -100,5 Ma et -93,9 Ma) et l'étage Turonien (-93,9 et -89,8 ± 0,3 Ma). C’était un petit herbivore bipède qui mesurait environ 2 m de long. Il a été nommé par Rodolfo Coria et Jorge Calvo en 2002, en l’honneur d’Ana Biset, célèbre archéologue de la province de Neuquén où les vestiges de cet animal ont été découverts, en 1985, par Roberto Saldivia Blanco, un agriculteur local qui avait découvert les fossiles et les avait portés à l'attention de la science en 1993. Le nom de l’unique espèce est A. saldiviai en l'honneur de cet agriculteur.
- Son nom signifie « Pour Ana Biset »
- Époque :  Crétacé supérieur (entre -94,3 et -89,8 Ma)
- Taille : 2 m de long, 60 cm de haut, 20 kg
- Habitat : Argentine
- Régime alimentaire : herbivore

## Inventaire des fossiles retrouvés
- MCF-PVPH-74: crâne partiel, vertèbres, os de membres antérieurs et postérieurs
- MCF-PVPH-75: vertèbres, scapula, humérus partiel, membres postérieurs
- MCF-PVPH-76: vertèbres, scapula, pelvis, ilion, fémurs, tibia, fibula, os du pied
- MCF-PVPH-77: queue, scapula partielle, humérus, tarse